# Brîdunî, Novi Sanjarî
Brîdunî (în ucraineană Бридуни) este un sat în comuna Sudivka din raionul Novi Sanjarî, regiunea Poltava, Ucraina.

## Demografie
Componența lingvistică a localității Brîdunî
     Ucraineană (94,37%)
Conform recensământului din 2001, majoritatea populației localității Brîdunî era vorbitoare de ucraineană (94,37%), existând în minoritate și vorbitori de armeană (5,63%).